# Герб Албергарії-а-Велі
Ге́рб Алберга́рії-а-Ве́лі — офіційний символ містечка Албергарія-а-Веля, Португалія. Використовується як територіальний герб. На чорному щиті малий золотий щит із синім латинським хрестом. Довкола малого щита розміщені вісім золотих троянд із зеленими листочками та червоною бруньками. Щит увінчує срібна мурована містечкова корона з чотирма вежами.  Під щитом біла стрічка, на якій великими літерами напис португальською: «vila de Albergaria-a-Velha» (містечко Албергарія-а-Веля).  Офіційно затверджений 27 березня 1961 року.  Синій хрест символізує християнство та графиню Терезу Леонську, засновницю містечка. Чорна фарба уособлює чесність, золота — шляхетство, троянди — щедрість.

## Галерея

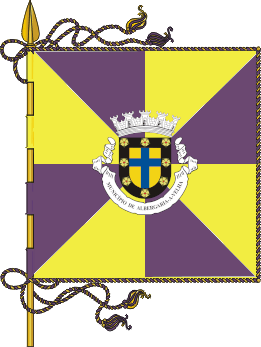
Прапор